# Abû `Abd Allâh Muhammad V al-Hasan
 (janvier 2016).
Si vous disposez d'ouvrages ou d'articles de référence ou si vous connaissez des sites web de qualité traitant du thème abordé ici, merci de compléter l'article en donnant les références utiles à sa vérifiabilité et en les liant à la section « Notes et références ».
Abû `Abd Allâh Muhammad V al-Hasan (arabe : أبو عبد الله محمد الحسن, parfois nommé Moulay Hassan, en particulier dans les écrits anciens) succède à son père Abû `Abd Allâh Muhammad IV al-Mutawakkil comme sultan hafside de Tunis en 1526. Il est détrôné en 1543 par son fils Abû al-`Abbâs Ahmed III al-Hafsi. Rencontrant Charles Quint à Augsbourg en 1548, il s'allie avec lui pour déloger le corsaire Dragut qui avait fait de la ville de Mahdia son repaire. Il meurt en 1549, avant la reconquête de la cité, sans doute empoisonné par des émissaires de son fils Ahmed.

## Biographie

### Rivalités familiales
En 1526, à la mort du sultan Abû `Abd Allâh Muhammad al-Mutawakkil, le plus jeune de ses fils usurpe le trône grâce aux intrigues de sa mère. Le nouveau souverain fait massacrer ses deux frères aînés alors que le troisième, Rachid, parvient à fuir vers Alger où il est bien accueilli par le beylerbey Khayr ad-Din Barberousse, qui voit dans l'arrivée du jeune prince l'occasion de mettre en exécution ses projets concernant le trône de Tunis. Barberousse annonce alors au prince qu'il soutient ses prétentions à la couronne et le persuade de se rendre avec lui à Istanbul pour plaider sa cause devant le sultan ottoman Soliman le Magnifique. Mais il fait jeter le jeune prince hafside en prison et obtient du sultan, qui vient de le nommer capitan pacha, c'est-à-dire grand amiral de la flotte, et beylerbey (c'est-à-dire régent) d'Alger, les moyens navals et militaires nécessaires à la conquête de Tunis afin d'y établir la souveraineté ottomane.

### Fuite du souverain
Le 19 août 1534, Barberousse jette l'ancre devant La Goulette avec son importante flotte et fait aussitôt répandre le bruit qu'il est accompagné de Rachid, le prince légitime, qu'il souhaite placer sur le trône hafside. Dès que la population de Tunis a connaissance de cette nouvelle, elle prend d'assaut les palais du sultan Abû `Abd Allâh Muhammad al-Hasan qui a tout juste le temps de s'enfuir. Une délégation de notables se rend alors à La Goulette pour recevoir et introniser le prince Rachid que Barberousse prétend avoir amené avec lui. Mais ce dernier fait débarquer 9 000 hommes et s'empare de la kasbah de Tunis. Il y proclame la déchéance de la dynastie hafside et l'établissement de l'autorité ottomane dont il se déclare le représentant à Tunis.
Malgré le soulèvement des habitants, l'artillerie ottomane rend vite Barberousse maître de la situation alors que les Tunisiens dénombrent 3 000 morts et plusieurs centaines de blessés. Barberousse décrète une amnistie générale dont l'effet d'apaisement lui permet de faire occuper Kairouan sans violence. Il s'empresse alors de renforcer les défenses de Tunis et de La Goulette, en y employant des Maures et des milliers d'esclaves chrétiens.

### Appui de l'Espagne
Abû `Abd Allâh Muhammad al-Hasan réussit à gagner à sa cause Charles Quint profondément irrité par la présence ottomane au Maghreb. Celui-ci prend alors personnellement le commandement d'une expédition forte de 400 navires et 33 000 hommes à laquelle participent l'Espagne, les Hospitaliers, le Saint-Siège et le Portugal.
Le 16 juin 1535, ces forces débarquent entre Carthage et La Goulette et assiègent la citadelle ainsi que Tunis. Le 4 juillet, La Goulette tombe aux mains de Charles Quint qui réinstalle Abû `Abd Allâh Muhammad al-Hasan sur le trône.

### Fin de règne
En 1542, Abû `Abd Allâh Muhammad al-Hasan traverse la Méditerranée pour recruter des mercenaires à Naples afin de lutter contre une communauté religieuse armée occupant la ville de Kairouan. Là-bas, il apprend que son fils Ahmed s'est rebellé contre lui. Revenu à Tunis au début de 1543, il est capturé par son fils qui, avant de destituer son père, lui donne le choix entre la mort et la perte de la vue. Abû `Abd Allâh Muhammad al-Hasan choisit de devenir aveugle.
Il se réconcilie avec les occupants de Kairouan, qui sont désormais en butte à une menace ottomane, car Dragut a conquis Mahdia. Il voyage en Europe en 1548, rendant visite au pape Paul III et obtenant une entrevue avec Charles Quint à Augsbourg, où il se présente en tenue traditionnelle, un bandeau sur les yeux. Celui-ci lui accorde son aide pour chasser Dragut de Mahdia, mais Abû `Abd Allâh Muhammad al-Hasan décède avant que l'expédition ne parvienne à reconquérir la cité.